# シマノ・ティアグラ

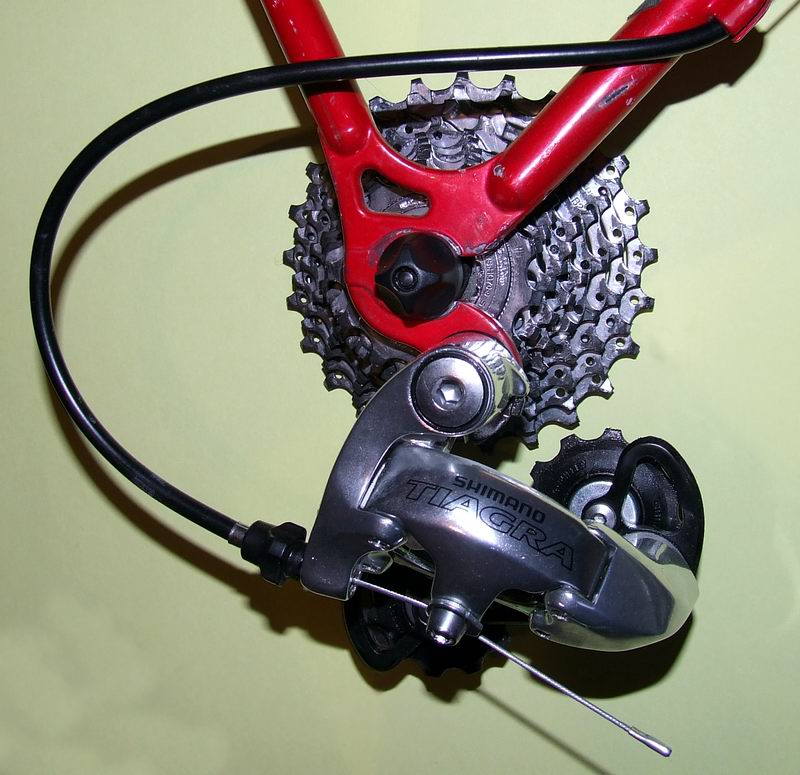
ティアグラのリアディレイラー(RD-4400)

ティアグラ（TIAGRA ）は、シマノが作るロードバイク用コンポーネント。シマノでは自転車用パーツにグレードを設けて販売しているが、デュラエース、アルテグラ、105に次ぎ4番目。主にポタリング・街乗り向けのSORAより上のグレードに位置づけられる。
現在はSTI（シマノトータルインテグレーション）、10段変速など上位グレードと遜色のない機能を備えており、同じ10段であれば上位モデルとの互換性もある。
値段も抑え目で上記のように拡張性もあることから、街乗り用としては高級、レース用としては入門コンポーネントに位置づけられる。実売で10万円〜20万円の完成車に取り付けられて販売されていることが多い。

## 開発の経緯とシリーズの歴史
かつてロードバイクが今ほど人気でなかった時代、シマノのロードバイク用コンポーネントのラインナップの最下端を担っていたのは105であった。しかしバブル景気の中でロードバイクが流行し、これを受けてシマノは市場拡大を図り1990年にRX100というコンポーネントを発売する。1994年のマイナーチェンジでSTIシステムを搭載し、リア8速化。1999年にRX100が廃止され、その後継グレードとしてリアが9速化されたティアグラ（4400系）がデビューした。
2007年にはリア9速のままで4500系にモデルチェンジした。上位機種同様クランクとBB軸が一体型の構造（中空クランクではないため、いわゆるHOLLOWTECH IIとは呼称されない）が採用されるなど、注目すべき点は多々あるが、何と言っても最大の目玉は『オプティカル・ギア・ディスプレイ』がロード用のコンポーネントとしては初めて搭載されることとなったデュアルコントロールレバーと、FC-R700に続くコンパクトクランクの登場であろう。
2011年に4600系へとモデルチェンジ。6600系アルテグラや5700系105までのようにシフトワイヤーのハンドル内蔵処置や、ホローテッククランクの導入は行われなかったものの、リア10速へと変更され上位モデルとの互換性が上昇。リア30Tというロードバイク用としてはシマノ最大のギアも用意された。
同時にフラットバーロード用にラピッドファイヤシフトレバーとブレーキレバーも開発され、幅広い用途に使えるコンポーネントとなった。
2015年に4700系へモデルチェンジ。
クランクセットにホローテックの導入は行われなかったが、従来の５アームから105と同様の４アームへ、デュアルコントロールレバーがシフトワイヤーをハンドル内蔵へと変更となった。リアは34Tに対応し、ロードバイク用としてはシマノ最大。なお、4600系と4700系は同じ10sだが、公式で互換性がないとされている。実際互換性が無いもの、あるものが混ざっており安易に混在させるのは危険。